# ブレナン・ジョンソン
ブレナン・プライス・ジョンソン（Brennan Price Johnson、2001年5月23日 - ）は、イングランド・ノッティンガム出身のサッカー選手。プレミアリーグ・トッテナム・ホットスパー所属。ウェールズ代表。ポジションはFW。

## クラブ経歴
8歳の時にノッティンガム・フォレストの下部組織に入団し、2019年8月3日、EFLチャンピオンシップの2019-20シーズン開幕戦となったウェスト・ブロムウィッチ・アルビオン戦にて、88分に途中交代でトップチームデビューを果たした。
2020年9月25日、2020-21シーズンはリンカーン・シティにレンタル移籍することが発表された。リンカーン・シティではシーズンを通してレギュラーに定着し、4月のミルトン・キーンズ・ドンズ戦におけるハットトリックを含むリーグ戦10得点を挙げた。
ノッティンガム・フォレストに復帰後は2トップの一角でポジションを確保し、2021-22シーズンのEFLチャンピオンシップではリーグ戦のみで16ゴールを挙げ、チームのプレミアリーグ昇格に貢献。シーズン終了後にはチャンピオンシップの若手最優秀選手に輝いた。
2023年9月1日、トッテナム・ホットスパーに移籍した。契約期間は6年間。背番号は22番。

## 代表経歴
ジョンソンはイングランド代表、ジャマイカ代表そしてウェールズ代表の3カ国からナショナルチームを選択できたが、U-17世代まではイングランドを選択し、U-19世代以降はウェールズ代表としてキャリアを歩むことを決めている。
2020年11月12日、アメリカ合衆国代表との親善試合にてウェールズ代表デビューを飾ると、2022年6月11日、UEFAネーションズリーグのベルギー代表戦にて、A代表初得点を挙げ、試合は1-1での引き分けに終わった。

## 人物
ジャマイカ人の父親であるデイヴィッド・ジョンソンは、イプスウィッチ・タウンやノッティンガム・フォレストでプレーした元ジャマイカ代表のプロサッカー選手であった。

## 個人成績

### クラブ
2022年6月30日現在
| クラブ                     | シーズン | リーグ戦           | リーグ戦 | リーグ戦 | FAカップ | FAカップ | EFLカップ | EFLカップ | その他 | その他 | 合計 | 合計 |
| クラブ                     | シーズン | ディヴィジョン     | 出場     | 得点     | 出場     | 得点     | 出場      | 得点      | 出場   | 得点   | 出場 | 得点 |
| -------------------------- | -------- | ------------------ | -------- | -------- | -------- | -------- | --------- | --------- | ------ | ------ | ---- | ---- |
| ノッティンガム・フォレスト | 2019-20  | チャンピオンシップ | 4        | 0        | 1        | 0        | 3         | 0         | —      | —      | 8    | 0    |
| ノッティンガム・フォレスト | 2020-21  | チャンピオンシップ | 0        | 0        | 0        | 0        | 0         | 0         | —      | —      | 0    | 0    |
| ノッティンガム・フォレスト | 2021-22  | チャンピオンシップ | 46       | 16       | 2        | 1        | 0         | 0         | 3      | 2      | 51   | 19   |
| ノッティンガム・フォレスト | 2022-23  | プレミアリーグ     | 15       | 2        | 0        | 0        | 1         | 0         | —      | —      | 16   | 2    |
| トッテナム                 | 2023-24  | プレミアリーグ     | 32       | 5        | 0        | 0        | 0         | 0         | 0      | 0      | 32   | 5    |
| トッテナム                 | 2024-25  | プレミアリーグ     | 33       | 11       | 4        | 1        | 0         | 0         | 13     | 5      | 50   | 17   |
| 通算                       | 通算     | 通算               | 120      | 32       | 7        | 2        | 4         | 0         | 16     | 7      | 147  | 41   |
| リンカーン・シティ (loan)  | 2020-21  | リーグ1            | 40       | 10       | 2        | 1        | 0         | 0         | 7      | 2      | 49   | 13   |
| 総通算                     | 総通算   | 総通算             | 105      | 28       | 5        | 2        | 4         | 0         | 10     | 4      | 124  | 34   |

## 代表歴

### 出場大会
- ウェールズ代表
  - 2022 FIFAワールドカップ

### 試合数
- 国際Aマッチ 36試合 6得点（2020年 - ）[15]

| ウェールズ代表 | 国際Aマッチ | 国際Aマッチ |
| 年             | 出場        | 得点        |
| -------------- | ----------- | ----------- |
| 2020           | 1           | 0           |
| 2021           | 6           | 0           |
| 2022           | 11          | 2           |
| 2023           | 6           | 0           |
| 2024           | 9           | 3           |
| 2025           |             |             |
| 通算           | 36          | 6           |

### 得点
| 得点 | 日時           | 場所         | 相手         | スコア | 結果 | 大会                                    |
| ---- | -------------- | ------------ | ------------ | ------ | ---- | --------------------------------------- |
| 1.   | 2022年6月11日  | カーディフ   | ベルギー     | 1-1    | 1-1  | UEFAネーションズリーグ2022-23・リーグA  |
| 2.   | 2022年6月14日  | ロッテルダム | オランダ     | 1-2    | 2-3  | UEFAネーションズリーグ2022-23・リーグA  |
| 3    | 2024年3月21日  | カーディフ   | フィンランド | 3-1    | 4-1  | UEFA EURO 2024予選プレーオフ            |
| 4    | 2024年10月11日 | レイキャビク | アイスランド | 1-0    | 2-2  | UEFA ネーションズリーグ2024-25 リーグB  |
| 5    | 2024年11月19日 | カーディフ   | アイスランド | 3-1    | 4-1  | UEFA ネーションズリーグ2024-25 リーグB  |
| 6    | 2025年6月9日   | ブリュッセル | ベルギー     | 3-3    | 3-4  | 2026 FIFAワールドカップ・ヨーロッパ予選 |

## タイトル

### 個人
- EFL月間最優秀若手選手賞: 1回 (2021年9月)
- EFL年間最優秀若手選手賞: 1回 (2021-22)
- EFLチャンピオンシップ月間最優秀選手賞: 1回 (2022年4月)